# 대벽항
대벽항(大碧港)은 경상남도 남해군 창선면 대벽리, 창선도 섬의 대벽마을 인근에 있는 어항이다. 2002년 8월 6일 어촌정주어항으로 지정하여 관리하고 있다. 시설관리자는 남해군수이다.

## 어항 연혁
- 마을에 두갈래로 나뉘는 고개가 있는데 이고개를 중심으로 양쪽산이 울창하여 사철푸른 큰마을이라는 뜻의 대벽(大碧)이라 불리고 있다.

## 어항 시설
- 선착장 L=341m, B=5.0m, 물량장 L=128m, B=36m, 호안 L=108, B=4.0m

## 주요 어종
- 도다리, 노래미, 볼락, 낙지, 주꾸미, 장어 등